# Calvarial-Hyperostosis-Syndrom
Das Calvarial-Hyperostosis-Syndrom (CHS; von lateinisch calvaria ‚Schädeldach‘, altgriechisch ὑπέρ, hyper ‚über‘, lateinisch os ‚Knochen‘) ist eine Knochenerkrankung bei Hunden, die durch eine Auftreibung der Schädelknochen (Hyperostose) gekennzeichnet ist. Sie ähnelt der Kraniomandibulären Osteopathie, zeigt aber deutliche Entzündungserscheinungen und betrifft nicht die Kieferknochen. Klinisch ähnelt die Erkrankung der Infantilen kortikalen Hyperostose des Menschen. Die Ursache ist bislang ungeklärt, die Behandlung erfolgt symptomatisch durch entzündungshemmende Medikamente.

## Vorkommen
Die Erkrankung ist sehr selten und wurde erstmals 1996 bei Bullmastiffs festgestellt. In der Folgezeit wurde die Erkrankung bei weiteren Tieren dieser Hunderasse festgestellt und galt als rassespezifische Erkrankung. 2009 wurde ein entsprechendes Krankheitsbild bei einem Beagle diagnostiziert.
Die Ursache der Erkrankung ist bislang ungeklärt. Sie tritt ausnahmslos bei Jungtieren im ersten Lebensjahr auf.

## Klinisches Bild und Pathologie und Differentialdiagnosen
Das CHS ist durch hochgradig schmerzhafte Auftreibungen im Bereich der Schädelkalotte (Hinterhauptbein, Schläfenbein, Stirnbein) gekennzeichnet. Röntgenologisch stellen sich die Veränderungen als Zunahme der Dicke der Schädelkalotte mit Auflockerung des Knochengewebes dar.
Pathohistologisch zeigen sich eine vermehrte Bildung von Geflechtknochen und Bereiche, in denen die Knochensubstanz teilweise aufgelöst (Osteolyse) ist und in die zahlreiche Entzündungszellen (neutrophile Granulozyten, Makrophagen) eingewandert sind.
Differentialdiagnostisch müssen gutartige (Osteome) oder bösartige (Osteosarkome) Knochentumoren, eine kraniomandibuläre Osteopathie sowie eine infektiös bedingte Osteomyelitis ausgeschlossen werden.

## Therapie
Da die Ursache der Erkrankung unbekannt ist, ist eine kausale Therapie nicht möglich. Symptomatisch können Entzündungshemmer (Carprofen) oder Prednisolon verabreicht werden.